# 喜安健次郎
喜安 健次郎（きやす けんじろう、1885年（明治18年）11月4日 – 1947年（昭和22年）8月29日）は、日本の鉄道官僚。帝都高速度交通営団総裁。

## 経歴
愛媛県伊予郡岡田村（現在の松前町）出身。1912年（明治45年）に東京帝国大学法科大学独法科を卒業し、高等文官試験に合格した。鉄道院副参事、同総裁秘書、同参事、鉄道省参事官、大臣官房文書課長、鉄道書記官、鉄道監察官、大臣官房法規課長、監督局長を歴任した。1934年（昭和9年）、鉄道次官に就任し、1940年（昭和15年）まで在任した。
退官後の1941年（昭和16年）に帝都高速度交通営団副総裁に就任し、1944年（昭和19年）に総裁に昇格した。

## 著書
- 『鉄道営業法（上・下）』（鉄道青年会出版部、1921年）
- 『鉄道行政』（巌松堂、1923年）
- 『運送営業』（巌松堂、1924年）
- 『運送行政』（巌松堂、1925年）
- 『商行為法』（巌松堂、1929年）
- 『改正鉄道営業法』（鉄道新聞社出版部、1930年）
- 『鉄道運送法』（鉄道教育会、1941年）